# Bunkerdrama

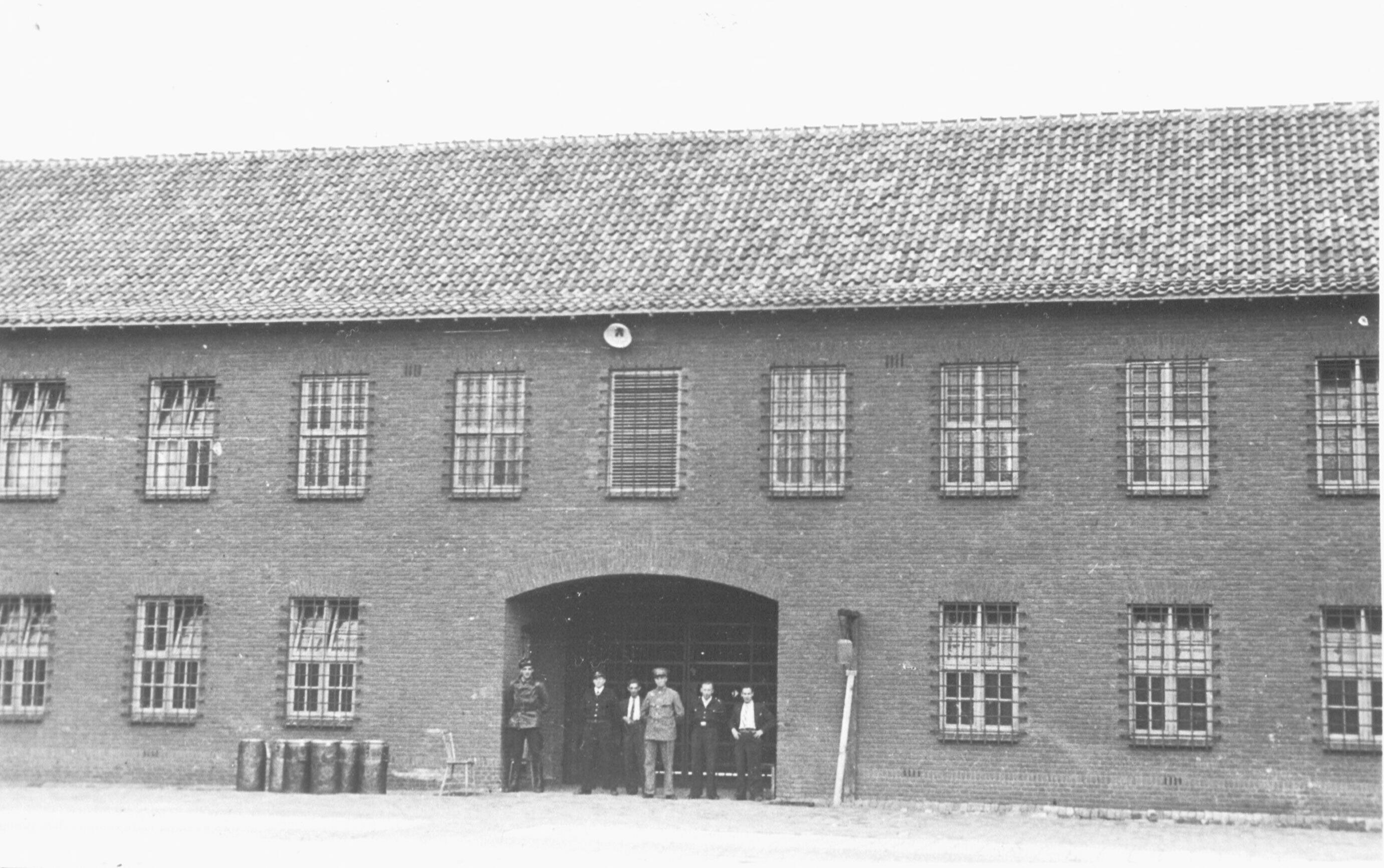
Het gebouw van de bunker in 1944 net na de bevrijding

Het bunkerdrama was een vergeldingsmaatregel op 15 januari 1944 tegen 74 vrouwelijke gevangenen in het nazi-concentratiekamp kamp Vught in Nederland waarbij tien vrouwen om het leven kwamen.
Een aantal vrouwen was in opstand gekomen tegen Agnes Jedzini, een gevangene die illegale plannen van andere gevangenen bleek door te geven aan de kampleiding in ruil voor vervroegde vrijlating. Toen dit bekend werd ontnamen de gevangenen haar matras, gooiden een emmer water over haar heen en verplichtten haar de nacht in de dagruimte door te brengen. Ook knipten ze een vlecht af om te laten zien dat ze een verrader was.
Nadat Jedzini dit bij de leiding gemeld had werd een vergeldingsmaatregel uitgevoerd in opdracht van kampcommandant SS-Hauptsturmführer Adam Grünewald. Vierenzeventig vrouwen werden in cel 115 opgesloten in de net opgeleverde kampgevangenis 'de Bunker'. Grünewald trapte zelf de deur dicht. De cel had een oppervlakte van negen vierkante meter en beschikte niet over voldoende ventilatie. Na veertien uur werd de cel weer opengemaakt. Bij het openmaken bleek dat er tien vrouwen overleden waren.

## Slachtoffers en overlevenden
Slachtoffers waren Helena Bagmeijer-Krant, Nelly de Bode, Maartje den Braber, Lamberta Buiteman-Huijsmans, Anna Gooszen, Mina Hartogs-Samson, Johanna van den Hoek, Lammerdina Holst, Antoinette Janssen en Huiberdina Witte-Verhagen.
Enkele overlevenden waren Tine Boeke-Kramer, Tineke Guilonard, Mien Harmsen, Louise de Montel en Annie Post.

## Veroordelingen
Het drama kwam via de verzetspers in de openbaarheid, waarop in de volgende dagen bijna duizend protesten uit het gehele land werden geuit. Hierop werd Grünewald door Heinrich Himmler gedegradeerd tot gewoon soldaat en naar een minder gewenste positie overgeplaatst. Hij sneuvelde aan het Oostfront in Hongarije.
In 1947 werd de 22-jarige bewaakster Katja Schot uit Amsterdam tot twintig jaar gevangenisstraf veroordeeld vanwege haar aandeel in het bunkerdrama. De Nederlandse overheid heeft in 1967 bewijsstukken overhandigd aan Duitsland om de betrokkenen te veroordelen. In 1979 is in Duitsland een procedure gestart tegen de SS'er Strippel, maar de Frankfurtse rechtbank heeft in 1983 besloten hem wegens verjaring niet te veroordelen.

## Plaatsen van herinering
Bij de opening van het Nationaal Monument Kamp Vught in 1990 is cel 115 nagebouwd in het voormalige crematorium ter herinnering aan het drama. In 1996 werd in de Sint-Petruskerk in Vught een gedenkraam van Marius de Leeuw onthuld, dat herinnert aan de solidariteit en saamhorigheid van de vrouwen die slachtoffer waren van het bunkerdrama.